# 1108 Деметра
1108 Деметра (енгл. 1108 Demeter) је астероид главног астероидног појаса. Приближан пречник астероида је 25,61 ,
а средња удаљеност астероида од Сунца износи 2,426 астрономских јединица (АЈ).
Инклинација (нагиб) орбите у односу на раван еклиптике је 24,934 степени, а орбитални период износи 1380,445 дана (3,779 године). Ексцентрицитет орбите астероида износи 0,257.
Апсолутна магнитуда астероида износи 11,91 а геометријски албедо 0,046.
Астероид је откривен 31. маја 1929. године.